# Akça
Akça je turski otok u blizini najvećeg grada turske egejske obale İzmira. Najsjeverniji je od 4 najveća otoka u otočju Çiçek, a nalazi se 3 km od obale luke Urla, na poluotoku Urla-Karaburun-Çeşme. 
To je mali nenaseljeni otok okružen tirkiznim morem, pa je omiljeno mjesto za kupanje stanovnika İzmira ljeti. 
Na otoku of vegetacije ima samo grmlja.
Grčki naziv za Akçu bio je Nisida Patates.